# Indonesien i olympiska sommarspelen 2012
Indonesien deltog i de olympiska sommarspelen 2012 som ägde rum i London i Storbritannien mellan den 27 juli och den 12 augusti 2012.

## Medaljörer
| Medalj | Namn            | Sport         | Gren            |
| ------ | --------------- | ------------- | --------------- |
| Silver | Triyatno        | Tyngdlyftning | Herrarnas 69 kg |
| Brons  | Eko Yuli Irawan | Tyngdlyftning | Herrarnas 62 kg |

## Badminton
- Huvudartikel: Badminton vid olympiska sommarspelen 2012
- Damer

| Spelare                        | Gren      | Gruppnivå                                | Gruppnivå                              | Gruppnivå                                    | Gruppnivå | Eliminering                     | Kvartsfinal                     | Semifinal                       | Final / brons                   | Final / brons                   |
| Spelare                        | Gren      | Motståndare Poäng                        | Motståndare Poäng                      | Motståndare Poäng                            | Placering | Motståndare Poäng               | Motståndare Poäng               | Motståndare Poäng               | Motståndare Poäng               | Placering                       |
| ------------------------------ | --------- | ---------------------------------------- | -------------------------------------- | -------------------------------------------- | --------- | ------------------------------- | ------------------------------- | ------------------------------- | ------------------------------- | ------------------------------- |
| Adrianti Firdasari             | Damsingel | Nedelcheva (BUL) W 21–10, 21–15          | Zaitsava (BLR) W 21–10, 16–21, 21–14   | i.u.                                         | 1 Q       | Wang X (CHN) L 15–21, 8–21      | Gick inte vidare                | Gick inte vidare                | Gick inte vidare                | Gick inte vidare                |
| Meiliana Jauhari Greysia Polii | Damdubbel | Choo / Veeran (AUS) W 21–11, 20–22, 21–7 | Edwards / Viljoen (RSA) W 21-18, 21-10 | Ha J-e / Kim M-j (KOR) L 21–18, 14–21, 12–21 | 2 Q       | Diskvalificerade - matchfixning | Diskvalificerade - matchfixning | Diskvalificerade - matchfixning | Diskvalificerade - matchfixning | Diskvalificerade - matchfixning |

- Herrar

| Spelare                     | Gren       | Gruppnivå                            | Gruppnivå                           | Gruppnivå                             | Gruppnivå | Eliminering                 | Kvartsfinal                             | Semifinal         | Final / brons     | Final / brons    |
| Spelare                     | Gren       | Motståndare Poäng                    | Motståndare Poäng                   | Motståndare Poäng                     | Placering | Motståndare Poäng           | Motståndare Poäng                       | Motståndare Poäng | Motståndare Poäng | Placering        |
| --------------------------- | ---------- | ------------------------------------ | ----------------------------------- | ------------------------------------- | --------- | --------------------------- | --------------------------------------- | ----------------- | ----------------- | ---------------- |
| Taufik Hidayat              | Herrsingel | Koukal (CZE) W 21–8, 21–8            | Abián (ESP) W 22–20, 21–11          | i.u.                                  | 1 Q       | Lin D (CHN) L 9–21, 12–21   | Gick inte vidare                        | Gick inte vidare  | Gick inte vidare  | Gick inte vidare |
| Simon Santoso               | Herrsingel | Must (EST) W 21–12, 21–8             | Lahnsteiner (AUT) W 21–11, 21–7     | i.u.                                  | 1 Q       | Lee C W (MAS) L 12–21, 8–21 | Gick inte vidare                        | Gick inte vidare  | Gick inte vidare  | Gick inte vidare |
| Muhammad Ahsan Bona Septano | Herrdubbel | Isara / Jongjit (THA) L 11–21, 16–21 | Cwalina / Łogosz (POL) W 21–0, 21–0 | Ko S-h / Yoo Y-s (KOR) W 24–22, 21–12 | 2 Q       | i.u.                        | Jung J-s / Lee Y-d (KOR) L 12–21, 16–21 | Gick inte vidare  | Gick inte vidare  | Gick inte vidare |

- Mixed

| Spelare                      | Gren        | Gruppnivå                         | Gruppnivå                             | Gruppnivå                            | Gruppnivå | Eliminering                         | Kvartsfinal                             | Semifinal                               | Final / brons     | Final / brons |
| Spelare                      | Gren        | Motståndare Poäng                 | Motståndare Poäng                     | Motståndare Poäng                    | Placering | Motståndare Poäng                   | Motståndare Poäng                       | Motståndare Poäng                       | Motståndare Poäng | Placering     |
| ---------------------------- | ----------- | --------------------------------- | ------------------------------------- | ------------------------------------ | --------- | ----------------------------------- | --------------------------------------- | --------------------------------------- | ----------------- | ------------- |
| Tontowi Ahmad Lilyana Natsir | Mixeddubbel | Diju / Gutta (IND) W 21–16, 21–12 | Lee Y-d / Ha J-e (KOR) W 21–19, 21–12 | Laybourn / Juhl (DEN) W 24–22, 21–16 | 1 Q       | Fuchs / Michels (GER) W 21–15, 21–9 | Xu C / Ma J (CHN) L 23–21, 18–21, 13–21 | Nielsen / Pedersen (DEN) L 12–21, 12–21 | 4                 |               |

## Bågskytte
- Huvudartikel: Bågskytte vid olympiska sommarspelen 2012

Damer
| Bågskytt               | Gren                  | Ranking-runda | Ranking-runda | 32-delsfinal             | Sextondelsfinal         | Åttondelsfinal         | Kvartsfinal       | Semifinal         | Final             | Final            |
| Bågskytt               | Gren                  | Poäng         | Seedning      | Motståndare Poäng        | Motståndare Poäng       | Motståndare Poäng      | Motståndare Poäng | Motståndare Poäng | Motståndare Poäng | Placering        |
| ---------------------- | --------------------- | ------------- | ------------- | ------------------------ | ----------------------- | ---------------------- | ----------------- | ----------------- | ----------------- | ---------------- |
| Ika Yuliana Rochmawati | Damernas individuella | 638           | 40            | Fang Yt (CHN) (25) W 6–4 | Oliver (GBR) (57) W 7–1 | Perova (RUS) (9) L 5–6 | Gick inte vidare  | Gick inte vidare  | Gick inte vidare  | Gick inte vidare |

## Friidrott
- Huvudartikel: Friidrott vid olympiska sommarspelen 2012

Förkortningar
- Notera – Placeringar gäller endast den tävlandes eget heat
- Q = Kvalificerade sig till nästa omgång via placering
- q = Kvalificerade sig på tid eller, i fältgrenarna, på placering utan att ha nått kvalgränsen
- NR = Nationellt rekord
- N/A = Omgången inte möjlig i grenen
- Bye = Idrottaren behövde inte delta i omgången

Herrar
Bana och väg
| Idrottare       | Gren  | Heat     | Heat      | Kvartsfinal | Kvartsfinal | Semifinal        | Semifinal        | Final            | Final            |
| Idrottare       | Gren  | Resultat | Placering | Resultat    | Placering   | Resultat         | Placering        | Resultat         | Placering        |
| --------------- | ----- | -------- | --------- | ----------- | ----------- | ---------------- | ---------------- | ---------------- | ---------------- |
| Fernando Lumain | 100 m | 10.80    | 2 Q       | 10.90       | 8           | Gick inte vidare | Gick inte vidare | Gick inte vidare | Gick inte vidare |

Damer
Bana och väg
| Idrottare    | Gren    | Final    | Final     |
| Idrottare    | Gren    | Resultat | Placering |
| ------------ | ------- | -------- | --------- |
| Triyaningsih | Maraton | 2:41:15  | 84        |

## Fäktning
- Huvudartikel: Fäktning vid olympiska sommarspelen 2012

Damer
| Idrottare        | Gren                | Omgång 1             | Omgång 2          | Omgång 3          | Kvartsfinal       | Semifinal         | Final / BM        | Final / BM |
| Idrottare        | Gren                | Motståndare Poäng    | Motståndare Poäng | Motståndare Poäng | Motståndare Poäng | Motståndare Poäng | Motståndare Poäng | Placering  |
| ---------------- | ------------------- | -------------------- | ----------------- | ----------------- | ----------------- | ----------------- | ----------------- | ---------- |
| Diah Permatasari | Sabel, individuellt | Zagunis (USA) L 7–15 | Gick inte vidare  | Gick inte vidare  | Gick inte vidare  | Gick inte vidare  | Gick inte vidare  |            |

## Judo
Herrar
| Idrottare         | Gren                     | 32-delsfinal               | Sextondelsfinal      | Åttondelsfinal       | Kvartsfinal          | Semifinal            | Återkval             | Bronsmatch           | Final                | Final     |
| Idrottare         | Gren                     | Motståndare Resultat       | Motståndare Resultat | Motståndare Resultat | Motståndare Resultat | Motståndare Resultat | Motståndare Resultat | Motståndare Resultat | Motståndare Resultat | Placering |
| ----------------- | ------------------------ | -------------------------- | -------------------- | -------------------- | -------------------- | -------------------- | -------------------- | -------------------- | -------------------- | --------- |
| Putu Wiradamungga | Halv mellanvikt (-81 kg) | Csoknyai (HUN) L 0001–0200 | Gick inte vidare     | Gick inte vidare     | Gick inte vidare     | Gick inte vidare     | Gick inte vidare     | Gick inte vidare     | Gick inte vidare     |           |